# 南於人村
南於人村（英語：South Unionville）是一个在萬錦的社区。本社区的边界有McCowan路的西，Kenedy路的东，407的北，Regional Road 7的南－是於人村的一部分。本社区的名称来源于他在於人村南部的地里位置。
南於人村缺少公园和绿地， 但是有很多没开发的树林和野田。 南於人村房屋类型大多。 南部，特别原则South Unionville Avenue大部分为排房和半独立屋， 其他区大部分是独立房。 在社区西部，有公寓在建。 本社区2000开建03完成。南於人村的社区学校于Unionville Meadows Public School。

## 公园
虽然它的开发绿地缺乏南於人村，它确实有许多未开发的森林和附近的小树林。
南於人村的各大公园：

### 南於人村池塘公园
－个在社区中心地，围绕着南於人村池塘的一个大公园。公园包括许多长凳，树丛和一个圆形的途径，可以俯瞰池塘。公园还包括小桥和许多小路，让游人环湖步行。在无冬季，许多鸭子被称为是在池塘里。

### 比安卡公园
一个长方形的绿地，位于社区的西南。虽然比安卡公园的大部分是一个很大的领域，它接被树木围绕这，还有一个操场。